# Veter stranstvij
Veter stranstvij (Ветер странствий) è un film del 1978 diretto da Jurij Pavlovič Egorov.

## Trama
Il film è ambientato durante la Grande Guerra Patriottica. Mitraš e Nastja sono rimasti senza genitori. L'intero villaggio li ha aiutati a sopravvivere. E improvvisamente ricevono una lettera dalla quale apprendono che il loro padre è vivo.